# Serge Silberman
Serge Silberman (ur. 13 maja 1917 w Łodzi, zm. 22 lipca 2003 w Paryżu) – francuski producent filmowy pochodzenia polsko-żydowskiego, producent m.in. nagrodzonego Oscarem dla najlepszego filmu nienaglojęzycznego Dyskretnego uroku burżuazji (1972) Luisa Buñuela. Laureat Honorowego Cezara za całokształt twórczości (1988).